# Imunitní reakce
Imunitní reakce či také imunitní odpověď je souhrn procesů, jimiž tělo reaguje na setkání s antigeny. Zahrnuje životně důležité funkce imunitního systému (imunita vůči patogenům atp.), ale i tělu nebezpečné autoimunitní a alergické reakce.
Imunitní odpovědi se účastní celá řada komponent - od lymfatických tkání a uzlin, přes imunitní a efektorové buňky až po nejrůznější molekuly. Celý souhrn procesů se dá mnohdy rozdělit do dvou fází:
- primární imunitní odpověď – první kontakt s antigenem, jeho eliminace a vytvoření paměťových buněk
- sekundární imunitní odpověď – opakované setkání s antigenem, rychlejší a efektivnější reakce díky paměťovým buňkám

## Základní rozdělení imunitních mechanismů

### Vrozené mechanismy
Vrozené (nebo neadaptivní, nespecifické) mechanismy jsou evolučně starší. Jsou založeny na molekulách a buňkách, které jsou v organismu připraveny předem. Jsou zaměřené na určité strukturní a funkční rysy společné proti mnoha patogenům a fungují tak proti celé řadě z nich.
Hlavní komponenty vrozené imunitní reakce jsou fagocytující buňky a přirozeně cytotoxické buňky, komplementový systém, interferony, lektiny a další sérové proteiny. Na škodliviny v organismu reagují složky vrozené imunity rychle - řádově v minutách. To imunitní reakce se obvykle zapojí jako první, jsou zásadně důležité pro vývoj a výsledek celé reakce.

### Adaptivní mechanismy
Adaptivní (antigenně specifické) mechanismy jsou evolučně mladší, známé až od obratlovců. Reagují na každou cizorodou strukturu pomocí vysoce specifických molekul jako jsou protilátky, antigenně specifické receptory T lymfocytů.
Spouštějí se až po setkání s daným antigenem, pro jejich aktivaci je ale nezbytné, aby byla aktivní i vrozená imunita. Oba mechanismy spolu tedy úzce kooperují. K úplnému rozvoji adaptivní imunitní reakce je třeba několik dní až týdnů. Typickým rysem je imunologická paměť. Tedy jev, kdy se po setkání s dosud neznámým antigenem vytvoří takzvané paměťové buňky. Ty pak v budoucnu umožní rychlejší a často efektivnější imunitní reakci.

## Aktivace imunitní odpovědi
Imunitní reakce nesmí v těle probíhat samovolně, aby nedocházelo ke vzniku autoimunitních onemocnění. Musí být aktivována setkání s cizorodým antigenem. Pokud k aktivaci nedojde tělo nesmí imunitní reakci spustit.

### Aktivace vrozených mechanismů imunity
Vrozené mechanismy jsou založené především na rozpoznání cizorodých chemických struktur, které jsou typické pro patogeny. Po rozpoznání se aktivují efektorové mechanismy imunitních buněk (hlavně fagocytů) a humorální systémy (jako je komplement), které daný mikroorganismus ničí.
Některé druhy fagocytujících buněk ale mají další úkol. Fagocytovaný antigen naštěpí a jeho fragmenty prezentují T lymfocytům. Tím je aktivují a dochází k zahájení adaptivních mechanismů imunity.

### Aktivace adaptivních mechanismů imunity
K účinné aktivaci antigenně specifických lymfocytů - k jejich pomnožení a diferenciaci na zralé efektorové buňky obvykle nestačí rozeznání antigenu specifickým receptorem. Většinou je třeba ještě druhý pomocný signál, který kostimuluje aktivaci lymfocytů. Tento kostimulační signál má tak zásadní regulační roli - brání příliš snadné a tak potencionálně nebezpečné aktivaci lymfocytů.

## Regulace imunitní odpovědi
Vždy jde o rovnováhu mezi aktivovaným a neaktivovaným stavem, tedy o rovnováhu mezi tolerancí a reakcí na daný antigen. Pokud rovnováha není, může být imunitní systém aktivován neustále a napadat i tělu vlastní buňky a tkáně - v takovém případě se bavíme o autoimunitních onemocnění. Nebo naopak může být imunitní systém zcela potlačen a tělo se není schopné bránit nákaze. Imunitní odpověď je proto v těle přísně regulována a to hned několika způsoby na různých úrovních.

### Regulace antigenem
Antigen je hlavní regulátor imunitní reakce - aktivuje ji a reakce po jeho vymizení z organismu vyhasíná. Antigeny taky podmiňují afinitní maturaci B lymfocytů (kompetice o omezené množství antigenu).

### Regulace protilátkami
Rozpustné protilátky soutěží s receptory B lymfocytů o antigeny a tak negativně regulují aktivaci dalších B buněk. Imunokomplexy s protilátkami třídy IgG jsou významnými negativními regulátory. Vážou se na povrch B lymfocytů a shlukují molekuly BCR a inhibičního Fc receptoru - tím blokují aktivaci B lymfocytů.

### Regulace cytokiny a mezibuněčným kontaktem
Nejvýznamnější skupina regulačních mechanismů. Cytokiny mají vliv třeba na různý vývoj subpopulací T buněk. Jejich působení může být zabráněno endocytováním receptorů nebo navzáním inhibitorů na receptory. Mezibuněnčný kontakt je zásadní protože bez něj nemůže vzniknout takzvaná imunologická synapse a nedojde ke kostimulaci efektorových buněk.

### Negativní regulace (suprese) zprostředkovaná T lymfocyty
Vzájemně negativní regulační vztah mají Th1 a Th2 populace buněk - jejich interakce je zprostředkovaná cytokiny. Cytokiny produkované Th2 buňkami (zejména IL-4 a IL-10) mohou potlačovat imunitní reakce založené na Th1 typu odpovědi a mají tak imunosupresivní účinek. Navíc existuje velká populace regulačních (tlumivých, supresorových) T lymfocytů, které mají zásadní význam pro potlačení autoreaktivních T lymfocytů. Předcházejí tak vzniku autoimunitních chorob i imunopatologických reakcí.

### Neuroendokrinní regulace
Regulační vztah mezi imunitním, nervovým a endokrinním systémem ještě není zcela prozkoumán. O jeho existenci ale svědčí několik věcí. Například některé neurotransmitery působí na leukocyty, které pro ně mají příslušné receptory (např. noradrenalin). Leukocyty produkují celou řadu hormonů (endorfiny, ACTH, TSH, růstový hormon, vitamin D3).